# ميناء مابوتو
ميناء مابوتو هو ميناء يقع بين مدينة مابوتو وماتولا في موزمبيق. تداول الميناء 4.5 مليون طن سنويًا في عام 2003 أرتفعت إلى 14 مليون طن - الإنتاجية المتوقعة لعام 2012.تتم إدارة الميناء من قبل شركة موانئ دبي العالمية المملوكة لدولة الإمارات العربية المتحدة